# Luis Calvo (provins)

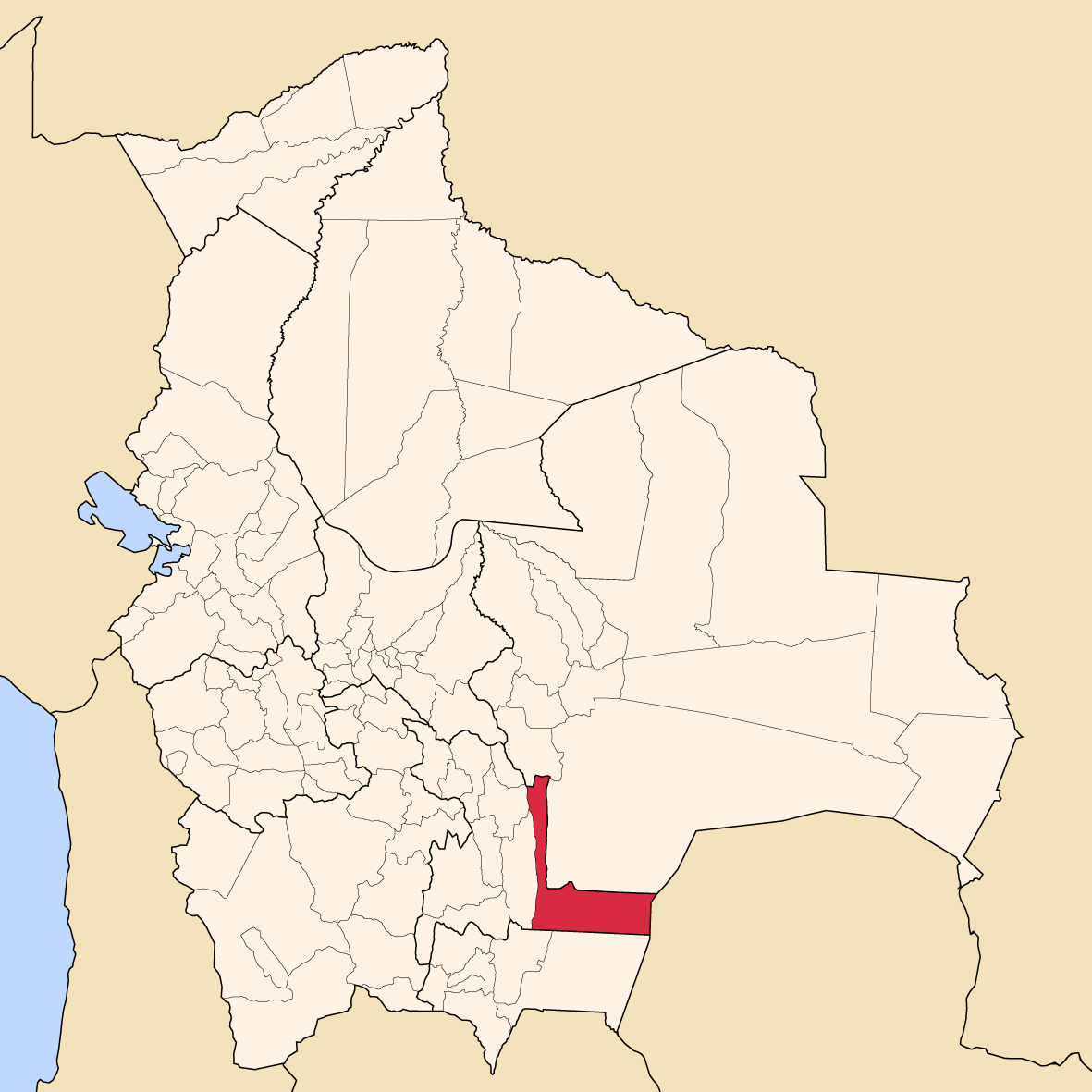
Provinsens läge i Bolivia

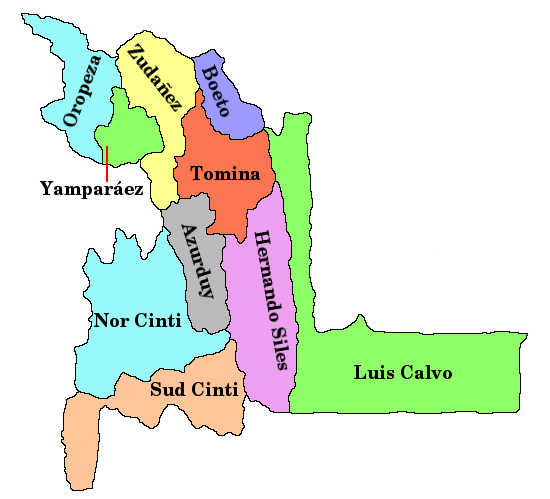
Provinser i Chuquisaca

Luis Calvo är en provins i departementet Chuquisaca i Bolivia. Den administrativa huvudorten är Villa Vaca Guzmán (Muyupampa).